# Marcusiaxius lemoscastroi
Marcusiaxius lemoscastroi is een tienpotigensoort uit de familie van de Micheleidae. De wetenschappelijke naam van de soort is voor het eerst geldig gepubliceerd in 1973 door Rodrigues & de Carvalho.